# Heaven (singel Ayumi Hamasaki)
HEAVEN – trzydziesty siódmy singel japońskiej piosenkarki Ayumi Hamasaki, wydany 14 września 2005. Utwór HEAVEN został wykorzystany jako piosenka przewodnia filmu Shinobi: Heart Under Blade, podczas gdy utwór Will wykorzystano w reklamie aparatu Panasonic Lumix FX9. Utwór tytułowy został pobrany ponad 1 580 000 razy do tej pory. W pierwszym tygodniu sprzedano 168 540 kopii, natomiast 327 111 kopii całościowo.

## Lista utworów
| CD  |                                        |                                     |                  |      |
| Nr  | Tytuł                                  | Muzyka                              | Aranżacja        | Czas |
| 1.  | "HEAVEN (Original Mix)"                | Kazuhito Kikuchi                    | Yuta Nakano, KZB | 4:19 |
| 2.  | "Will (Original Mix)"                  | CREA, D・A・I                       | tatsuku          | 4:08 |
| 3.  | "alterna (Orchestra Version)"          | Shintarou Hagiwara & Sousaku Sasaki |                  | 6:19 |
| 4.  | "HEAVEN (Piano Version)"               | Kazuhito Kikuchi                    |                  | 4:20 |
| 5.  | "HEAVEN (Original Mix -Instrumental-)" | Kazuhito Kikuchi                    | Yuta Nakano, KZB | 4:19 |
| 6.  | "Will (Original Mix -Instrumental-)"   | CREA, D・A・I                       | tatsuku          | 4:06 |
| DVD |                                        |                                     |                  |      |
| Nr  | Tytuł                                  | Muzyka                              | Reżyser          | Czas |
| 1.  | "HEAVEN" (video clip)                  | Kazuhito Kikuchi                    | Wataru Takeishi  | 4:31 |
| 2.  | "HEAVEN" (photo gallery)               | Kazuhito Kikuchi                    |                  |      |
| 3.  | "HEAVEN" (TV-CM)                       | Kazuhito Kikuchi                    |                  |      |

## Wystąpienia na żywo
- 9 września 2005 – Music Station
- 16 września 2005 – Music Station
- 16 września 2005 – Music Fighter
- 17 września 2005 – CDTV
- 23 września 2005 – PopJam
- 7 października 2005 – Music Station
- 23 grudnia 2005 – Music Station Super Live